# Muchołówkowate
Muchołówkowate (Muscicapidae) – rodzina ptaków z rzędu wróblowych (Passeriformes).

## Zasięg występowania
Rodzina obejmuje gatunki występujące w Europie, Azji, Afryce, Oceanii i Ameryce Północnej.

## Charakterystyka
Są to ptaki niewielkich rozmiarów, odżywiające się owadami. Zazwyczaj czatują nieruchomo na owady i chwytają je w locie, rzadziej zbierają larwy z liści drzew. Mają stosunkowo szeroki i płaski dziób ze szczecinkami wokół nozdrzy.

## Podział systematyczny
Badania genetyczne i filogenetyczne wykazały, że wiele gatunków klasyfikowanych dotychczas w rodzinie drozdowatych (Turdidae) w rzeczywistości jest bliżej spokrewnionych z muchołówkowatymi, co doprowadziło do rewizji systematyki obu rodzin. W rodzinie muchołówek klasyfikowane są następujące podrodziny:
- Muscicapinae J. Fleming, 1822 – muchołówki
- Niltavinae Sangster, Alström, Forsmark & Olsson, 2016 – niltawy
- Cossyphinae Vigors, 1825 – złotokosy
- Saxicolinae Vigors, 1825 – kląskawki